# الإوزات البرية
الإوزات البرية، وتعرف أيضًا بالبجعات البرية هي حكاية خرافية أدبية كتبها الشاعر الدنماركي هانس كريستيان أندرسن. وتحكي قصة ملك تزوج امرأة دون أن يدري انها ساحرة، ومن غيرتها عليه حولت أولاده الأمراء الأحد عشر إلى إوزات حتى تتخلص منهم، ونجت من السحر أختهم الأميرة الوحيدة التي أنقذتهم من التعويذة الشريرة. نشرت الراوية لأول مرة في مدينة كوبنهاجن في 2 أوكتوبر سنة 1838 كجزء من روايات الفولوكلور الشعبي للأطفال واستخدمت لإنتاج برامج تلفزيونية وسينيمائية وعروض مسرحية (باليه).

## عن الرواية
في مملكة بعيدة، يعيش ملك أرمل مع أبناءه الإثني عشر:وهم أحد عشر أميرًا وأميرة واحدة. في أحد الأيام يقرر الملك الزواج من امرأة أخرى تعوض أبناءه عن حنان أمهم المتوفاة، لكن هذا الملك تزوج من ملكة شريرة ساحرة وهو لا يعلم. قامت الملكة الساحرة بتحويل الأمراء الأخوة الأحد عشر إلى بجعات، وأجبرتهم على الطيران بعيدًا (وسمحت لهم بأن يعودوا بشرًا مرة أخرى ليلاً) . حاولت الملكة أيضا أن تسحر أختهم الأميرة إليسا البالغة من العمر 15 عامًا، لكن إيمان إليسا كان قويا جدًا لذا قامت الملكة بنفيها بعيدا عن المملكة. يحمل الإخوة الأمراء إليسا إلى بر الأمان في أرض بعيدة عن المملكة كي تكون في منأى عن زوجة أبيها الشريرة.
في تلك الأرض تقوم ملكة الجنيات بارشاد إليسا كي تقوم بجمع نبات القراص الكبير من المقابر وحياكته على شكل قمصان لكي تساعد إخوتها على العودة لطبيعتهم البشرية وابطال مفعول السحر الذي أصابهم. تتعرض إليسا لتقرحات مؤلمة نتيجة جمعها لهذا النبات اللاسع وخلال هذه المهمة يجب عليها أن تلتزم الصمت لأن التحدث بكلمة واحدة سيقتل إخوتها.
في أحد الأيام وأثناء قيام إليسا بحياكة أوراق النبات، كان ملك إحدى المناطق البعيدة يعبر في تلك المنطقة، فرأى إليسا وأعجب بها ووقع في حبها. عرض الملك عليها أن تعيش في غرفة في إحدى القلاع الملكية، حيث بإمكانها أن تستمر بحياكه القمصان. كما عرض عليها الزواج وأن تصبح أميرة وزوجه له فوافقت.